# 黃褐阿波魚
黃褐阿波魚，為輻鰭魚綱鱸形目鱸亞目蓋刺魚科的其中一個種。

## 分布
本魚分布於西印度洋區，包括模里西斯、馬爾地夫、印度、留尼旺、斯里蘭卡等海域。

## 深度
水深5至20公尺。

## 特徵
本魚體呈長卵形，吻鈍且色淡，呈身體灰白色或淡褐色，在鱗片上的黑色的斑點比較大，造成在身體的顏色從淺藍灰色漸層至腹側白色。頭部深褐色或黑色一個黃斑在眼睛後上方，大約等於眼直徑。尾鰭黃色，背鰭與臀鰭深褐色的黑色有白色的邊緣，毗連的尾柄區域也呈黑色。體長可達15公分。

## 生態
本魚棲息在珊瑚礁繁盛的區域。經常成對或小群出現，屬雜食性，以藻類、海綿與底棲的無脊椎動物等為食。

## 經濟利用
為高經濟價值的觀賞魚，由於身體強壯，飼養時存活率高，需要至少75加侖大小的水族箱，可和其他魚種混養，有足夠的活動空間及礁石供躲藏，除餵食藻類外，可配合一些糠蝦及少量海鮮。